# Aanpassingsklas
De aanpassingsklas (APK) werd in de jaren 70 in het Vlaamse lager onderwijs opgericht, om leerlingen met leerachterstand op te vangen.
Men hoopte daardoor het aantal verwijzingen naar het buitengewoon onderwijs te verminderen. Het was meestal geen echt volledige klas, maar bestond uit een aantal uren-opdracht, die een taakleerkracht kon gebruiken om leerlingen individueel of in kleine groep bij te werken.
Het systeem stond vanaf het begin bloot aan kritiek, want door de aanpassingsklas werd de gewone meester of juf ontlast van een paar trage leerlingen, zodat de leerkracht met de eigen klas beter vooruit kon, en minder moest differentiëren. De verschillen tussen deze klassen werden daardoor eerder groter dan weggewerkt. Ook diende de aanpassingsklas soms om terechte verwijzingen naar buitengewoon onderwijs uit te stellen of tegen te houden, zodat ook dan weer leerlingen een leerachterstand opliepen.
Sedert 2002 is het systeem geëvolueerd naar een pedagogische ondersteuning van het hele schoolteam door een zorgcoördinator.
In het Belgische vernieuwd secundair onderwijs (vso) werd het woord aanpassingsklas gebruikt voor een aparte klas waarin leerlingen worden samengebracht die niet voldoen aan de voorwaarden om meteen tot het observatiejaar te worden toegelaten. Inmiddels is dit het eerste leerjaar B geworden.